# Capac (Míchigan)
Capac es una villa ubicada en el condado de St. Clair en el estado estadounidense de Míchigan. En el Censo de 2010 tenía una población de 1890 habitantes y una densidad poblacional de 387,74 personas por km².

## Geografía
Capac se encuentra ubicada en las coordenadas 43°0′14″N 82°55′20″O / 43.00389, -82.92222. Según la Oficina del Censo de los Estados Unidos, Capac tiene una superficie total de 4.87 km², de la cual 4.74 km² corresponden a tierra firme y (2.71%) 0.13 km² es agua.

## Demografía
Según el censo de 2010, había 1890 personas residiendo en Capac. La densidad de población era de 387,74 hab./km². De los 1890 habitantes, Capac estaba compuesto por el 87.72% blancos, el 0.32% eran afroamericanos, el 0.58% eran amerindios, el 0.11% eran asiáticos, el 0% eran isleños del Pacífico, el 8.04% eran de otras razas y el 3.23% pertenecían a dos o más razas. Del total de la población el 18.89% eran hispanos o latinos de cualquier raza.